# Aedes braziliensis
Aedes braziliensis är en tvåvingeart som beskrevs av Gordon och Evans 1922. Aedes braziliensis ingår i släktet Aedes och familjen stickmyggor. Inga underarter finns listade i Catalogue of Life.